# Street Fighter V
Street Fighter V (ストリートファイターV Sutorīto Faitā Faivu) è un videogioco di genere picchiaduro sviluppato e pubblicato da Capcom in collaborazione con Dimps, nonché quinto episodio della serie di Street Fighter. Il gioco è stato pubblicato il 16 febbraio 2016 in tutto il mondo, ad esclusione del Giappone, dove è uscito il 18 febbraio. Inizialmente pubblicato solo per PlayStation 4 e Microsoft Windows, sono state previste versioni anche per sistemi operativi Linux e SteamOS.
Come i precedenti episodi della saga, Street Fighter V consiste in una serie di incontri di lotta secondo una meccanica di gioco a scorrimento laterale. Il giocatore può scegliere il proprio lottatore in un insieme di 32 personaggi. Ulteriori combattenti e modalità di gioco verranno gradualmente resi disponibili attraverso aggiornamenti e contenuti scaricabili.
Il gioco ha ricevuto valutazioni generalmente positive, con riferimento in particolare al comparto grafico e al gameplay, mentre alcune critiche sono state rivolte agli scarsi contenuti, al ridotto numero di personaggi giocabili e ai problemi tecnici che hanno interessato i server di gioco online nei giorni successivi al lancio. Al 31 marzo 2016 il gioco ha venduto 1,4 milioni di copie, numero al di sotto delle aspettative di Capcom, la quale aveva previsto un volume di vendita di 2 milioni di unità entro la fine dell'anno fiscale 2016: a novembre 2021 il gioco ha raggiunto 6 milioni di copie vendute.

## Trama
La storia si svolge tra gli eventi di Street Fighter IV e Street Fighter III. Dopo essere stato ucciso da M. Bison, Charlie Nash si risveglia in una tomba e viene incaricato da una giovane donna di nome Helen di recuperare dal suo vecchio amico Guile un oggetto che lo aiuterà a distruggere Bison. Nel frattempo, l'organizzazione Shadaloo dà il via all'"Operazione C.H.A.I.N.S." lanciando in orbita sette satelliti artificiali noti come "Lune Nere", con l'intento di diffondere la paura e la disperazione, fonte del Potere Psico di Bison, e di sottrarre questa energia per rendere lui e le sue forze invincibili. Rashid si infiltra nel quartier generale della Shadaloo alla ricerca di un amico che è stato rapito da loro, ma viene scoperto e sconfitto da F.A.N.G.; F.A.N.G. ruba un oggetto simile a un pezzo di scacchi in possesso di Rashid e lo usa per far esplodere una delle Lune Nere, innescando un impulso elettromagnetico ad alta quota sopra New York City.
Nel tentativo di fermare Bison e i suoi subordinati a New York, Guile e Chun-Li vengono attaccati da Charlie, che tenta di prendere i pezzi inviati prima di fuggire. Charlie si riunisce con Helen, che convince anche Rashid e Juri ad allearsi con loro per recuperare i pezzi. La donna spiega che si tratta delle chiavi per controllare le Lune Nere, inviate a determinati individui per impedirne l'uso. In possesso delle stesse informazioni, Karin Kanzuki convoca i guerrieri di tutto il mondo per aiutarli a raccogliere i pezzi prima che la Shadaloo li recuperi. Tutti rispondono all'appello di Karin tranne Ryu, che rimane indietro sul consiglio di Ken per allenarsi ulteriormente e tenere a bada il suo Satsui no Hadou.
Mentre i guerrieri viaggiano per il mondo alla ricerca dei pezzi, vengono ripetutamente attaccati dagli scagnozzi dello Shadaloo e dalle Bambole, oltre che dall'antico dio azteco Necalli, che cerca di divorare l'anima dei combattenti più forti. Durante un combattimento, Cammy sconfigge e trattiene la sorella Decapre. Sapendo che la Shadaloo le ha fatto il lavaggio del cervello, Cammy rifiuta di consegnare Decapre alla polizia e la porta via con l'aiuto di Juri. Dopo aver raccolto tutti i pezzi rimanenti e altri alleati, i guerrieri assaltano la base dello Shadaloo e disattivano con successo le Lune Nere, ma non riescono a sconfiggere le truppe di Bison e sono costretti a ritirarsi. F.A.N.G. minaccia Li-Fen, una giovane ragazzina tra quelle rapite e costrette a creare le Lune Nere. Le chiede di alterare il loro corso e di farle cadere sulla Terra, colpendo sei città principali del mondo in 24 ore per creare scompiglio e generare il Potere Psico di cui hanno bisogno.
Ryu torna dall'addestramento e sconfigge Necalli in combattimento, eliminando il Satsui no Hadou da sé e costringendo il dio a ritirarsi definitivamente. Si unisce ai suoi compagni in un secondo attacco alla base della Shadaloo. Rashid scopre che il suo amico scomparso è stato ucciso da F.A.N.G. molto tempo prima, ma riesce a fermare completamente le Lune Nere utilizzando un indizio che il suo amico gli ha lasciato. Charlie affronta Bison e non riesce a sconfiggerlo, ma si sacrifica per prosciugare parte del Potere Psico di Bison, indebolendolo abbastanza da permettere a Ryu di distruggerlo una volta per tutte. Chun-Li prende Li-Fen e i guerrieri evacuano la base della Shadaloo che viene distrutta. Le bambole a cui è stato fatto il lavaggio del cervello recuperano i sensi, mentre Rashid riceve un messaggio preregistrato dal suo amico ormai defunto, che lo ringrazia per aver contribuito a salvare il mondo e gli dice di andare avanti con la sua vita. Nel frattempo, Helen torna dal suo maestro, Gill, che dichiara di voler riportare l'ordine nel mondo e chiede a Helen, che si rivela essere Kolin, di seguirlo.
In una scena post-credits, Ryu e Ken si affrontano in uno scontro a fuoco e, in seguito, concludono che i loro viaggi non hanno fine e giurano di continuare ad andare avanti.

## Modalità di gioco
Al debutto sul mercato nel febbraio 2016 Street Fighter V disponeva di un numero ridotto di modalità di gioco. Oltre ad apprendere le meccaniche di combattimento nella modalità Tutorial e allenarsi nella modalità Training, il giocatore può intraprendere la modalità Character Story, in cui ogni personaggio percorre un arco narrativo illustrato attraverso scene e incontri di lotta, e affrontare una sequenza di battaglie condizionate nella modalità Survival. È inoltre presente la possibilità di combattere online con altri giocatori in carne ed ossa.
Il 28 marzo 2016 un aggiornamento del gioco ha introdotto la modalità Challenge, nella quale assistere a dimostrazioni di tecniche avanzate e mettersi alla prova nell'esecuzione di combinazioni di attacchi di difficoltà crescente.
Il 1º luglio 2016 è stata introdotta la modalità per giocatore singolo Cinematic Story, la quale presenta una storia di cinque capitoli che si colloca cronologicamente dopo gli eventi di Street Fighter IV e prima di Street Fighter III. La modalità, della durata annunciata di circa 3-4 ore, è stata messa a disposizione di tutti i giocatori come contenuto scaricabile gratuito.

### Modalità di combattimento
Street Fighter V conserva il sistema di gioco dei suoi predecessori: due lottatori si sfidano nel tentativo di mandare al tappeto l'avversario attraverso l'uso di una varietà di colpi e attacchi speciali. In questo episodio viene reintrodotta la meccanica dell'EX Gauge presente in Street Fighter III: questa consiste in una barra che si riempie gradualmente man mano che gli attacchi vanno a segno e può essere spesa per potenziare gli attacchi speciali o per eseguire particolari combinazioni di attacchi chiamate Critical Arts.
Tra le principali novità del gioco figura l'introduzione del V-Gauge, una barra suddivisa in un numero di segmenti variabile a seconda del personaggio, che si riempie ogni volta che si subisce danni o tramite l'utilizzo delle abilità V-Skill e garantisce l'accesso ad abilità speciali denominate V-Trigger e V-Reversal. Le abilità V-Trigger, le quali consumano l'intera barra V-Gauge, consistono in azioni particolarmente potenti e specifiche per ogni personaggio; le abilità V-Reversal consentono di contrattaccare mentre si è in posizione di parata e consumano un segmento della barra V-Gauge.

## Personaggi
Al momento del lancio il gioco presentava sedici personaggi selezionabili; quattro di questi (Laura, Rashid, F.A.N.G. e Necalli) sono al loro debutto nella serie. Nel tempo altri personaggi verranno sviluppati e aggiunti al gruppo attraverso aggiornamenti a cadenza regolare.
Sei personaggi aggiuntivi sono stati resi disponibili come contenuto scaricabile a intervalli variabili a partire dalla data di pubblicazione del gioco, portando così il gruppo dei combattenti giocabili a 22 entro la fine del 2016. Nel 5 dicembre 2015 sono stati resi noti i nomi dei sei personaggi scaricabili post-lancio: Alex, Balrog, Guile, Ibuki, Juri e Urien. Alex è stato annunciato come primo personaggio aggiuntivo il 10 marzo e pubblicato il 30 dello stesso mese; Guile, tra gli storici protagonisti della serie, è stato introdotto il 28 aprile. I personaggi Ibuki e Balrog sono stati aggiunti alla rosa dei combattenti il 1º luglio 2016, mentre Juri è stata presentata al pubblico il 21 luglio e resa disponibile tra i personaggi selezionabili il 26 luglio. Dopo circa due mesi è stato annunciato Urien il 7 settembre e pubblicato il 22 settembre.
Come parte di un secondo blocco di contenuti scaricabili annunciato da Capcom alla PlayStation Experience 2016, il 20 dicembre dello stesso anno è stato introdotto un nuovo personaggio giocabile, Akuma. Kolin, una new entry per la serie, è stata annunciata il 9 febbraio 2017 e resa disponibile il 28 febbraio dello stesso anno, mentre Ed è stato aggiunto al novero dei personaggi selezionabili l'8 maggio.

### Elenco personaggi
|                                    | Street Fighter V | DLC | DLC | DLC | DLC | DLC |
| Stagione 1                         | Street Fighter V | Stagione 2 | Stagione 3 | Stagione 4 | Stagione V | |
| Street Fighter V: Arcade Edition   | Street Fighter V: Arcade Edition | Street Fighter V: Arcade Edition | Stagione 3 | Stagione 4 | Stagione V | |
| Street Fighter V: Champion Edition | Street Fighter V: Champion Edition | Street Fighter V: Champion Edition | Street Fighter V: Champion Edition | Street Fighter V: Champion Edition | Stagione V | |
| ---------------------------------- | --- | --- | --- | --- | --- | --- |
| Classici                           | Ryu Ken Masters Chun-Li Zangief Dhalsim Vega M. Bison Cammy White Rainbow Mika Birdie Charlie Nash Karin Kanzuki                                                                            | Alex Guile Balrog Ibuki Juri Han Urien | Akuma | Sakura Kasugano Jimmy Blanka Cody Travers Sagat | Edmond Honda Poison Gill Seth | Dan Hibiki Rose Oro |
| Nuovi■                             | Laura Matsuda Rashid F.A.N.G. Necalli | | Kolín Ed Abigail Menat Zeku | Falke G | Kage Lucia Morgan | Akira Kazama Luke Sullivan Eleven◆ |
|                                    | | | | | | |
| Altri non giocabili                | Boss: Phantom Bison · True Akuma Shadaloo Dolls: Enero · Février · März · Aprile · Satsuki · Juli · Santamu · Decapre Partners: Daigo · Nadeshiko · Yamasen AS · Edge · Gan · Peter · Two P | Boss: Phantom Bison · True Akuma Shadaloo Dolls: Enero · Février · März · Aprile · Satsuki · Juli · Santamu · Decapre Partners: Daigo · Nadeshiko · Yamasen AS · Edge · Gan · Peter · Two P | Boss: Phantom Bison · True Akuma Shadaloo Dolls: Enero · Février · März · Aprile · Satsuki · Juli · Santamu · Decapre Partners: Daigo · Nadeshiko · Yamasen AS · Edge · Gan · Peter · Two P | Boss: Phantom Bison · True Akuma Shadaloo Dolls: Enero · Février · März · Aprile · Satsuki · Juli · Santamu · Decapre Partners: Daigo · Nadeshiko · Yamasen AS · Edge · Gan · Peter · Two P | Boss: Phantom Bison · True Akuma Shadaloo Dolls: Enero · Février · März · Aprile · Satsuki · Juli · Santamu · Decapre Partners: Daigo · Nadeshiko · Yamasen AS · Edge · Gan · Peter · Two P | Boss: Phantom Bison · True Akuma Shadaloo Dolls: Enero · Février · März · Aprile · Satsuki · Juli · Santamu · Decapre Partners: Daigo · Nadeshiko · Yamasen AS · Edge · Gan · Peter · Two P |

■La voce Nuovi include sia i personaggi originali, che quelli giocabili per la prima volta nella serie Street Fighter.
Il nome F.A.N.G. è l'acronimo di Fantastic Asian Notorious Gang!. Zeku precursore della saga Strider.
◆Eleven, precursore di Twelve, è un personaggio mutaforma, esclusivo del character o premium pass stagione V. Nel gameplay si riduce a rappresentare una selezione casuale di un lottatore e di conseguenza esegue solo le sue abilità e attacchi, ma mantenendo una propria estetica. Attualmente non è possibile acquistarlo con i fight money.

## Contenuti aggiuntivi
I contenuti aggiuntivi a pagamento (personaggi, scenari e costumi extra) possono essere acquistati con microtransazioni in-game pagandoli con "Zenny", unità monetaria ottenibile in cambio di moneta reale, o in Fight Money, valuta da guadagnare all'interno del gioco. Il 9 giugno Capcom ha però annunciato di non aver più intenzione di introdurre gli Zenny e di volersi affidare agli store interni di PlayStation Network e Steam per gestire le transazioni in moneta reale.
Peter Rosas, produttore di Capcom, ha comunque assicurato che Street Fighter V sarà il primo episodio della serie in cui sarà possibile acquisire gratuitamente tutti i contenuti aggiuntivi.
| Oggetto            | Fight money        | €    |
| ------------------ | ------------------ | ---- |
| Personaggio        | 100.000            | 5,99 |
| Costume            | 40.000             | 1,99 |
| Colori alternativi | 10.000 5.000 2.000 |      |
| Arena              | 70.000             | 3,99 |
| Variante arena     | 40.000             | 1,99 |

## Sviluppo
Street Fighter V è stato ufficialmente annunciato il 6 dicembre 2014 nell'ambito dell'evento PlayStation Experience. Il produttore esecutivo di Capcom, Yoshinori Ono, ha affermato che il gioco sarebbe stato sviluppato in esclusiva per le piattaforme PlayStation 4 e Microsoft Windows e avrebbe supportato il multigiocatore cross-platform. L'annuncio ufficiale è stato preceduto da un video, pubblicato prematuramente su YouTube il giorno prima e successivamente oscurato. Il 23 luglio 2015 Capcom ha lanciato la prima versione beta del gioco, ma la fase di testing è stata interrotta tre giorni dopo e posticipata a data da destinarsi a causa di problemi significativi ai server di gioco online.
Yoshinori Ono ha affermato che Capcom supporterà il gioco perlomeno fino al 2020. Il supporto al gioco è ufficialmente concluso con il quinto DLC e l'introduzione del nuovo personaggio Luke, che Capcom ha annunciato essere collegato al futuro della serie di Street Fighter. Luke comparirà poi insieme allo storico protagonista Ryu nel teaser trailer del nuovo episodio della saga, Street Fighter 6, annunciato in via ufficiale il 21 febbraio 2022.

## Accoglienza
| Aggregatori di recensioni | Media                                              |
| ------------------------- | -------------------------------------------------- |
| Metacritic                | PS4 - 77% (80 recensioni) PC - 74% (33 recensioni) |
| OpenCritic                | varie - 79% (35 recensioni)                        |
| Testata                   | Voto                                               |
| Famitsū                   | 35/40                                              |
| Game Informer             | 7,25/10                                            |
| GameSpot                  | 7/10                                               |
| IGN Italia                | 8,5/10                                             |
| IGN US                    | 8/10                                               |
| Polygon                   | 6,5/10                                             |

Mentre la critica specializzata ha espresso opinioni generalmente positive nei confronti del gioco, l'accoglienza dei giocatori è stata assai più tiepida. Secondo l'aggregatore di recensioni Metacritic la versione per PlayStation 4 ha una valutazione media del 77% basata su 80 recensioni, mentre la versione per Windows ha il 74% di apprezzamento con 33 recensioni; le valutazioni complessive degli utenti sono invece attestate a 3,3/10 e 2,7/10 per le versioni PlayStation 4 e Windows rispettivamente. L'aggregatore GameRankings riporta una valutazione media di 77,40% su 59 recensioni per la versione PlayStation 4 e di 76,13% su 16 recensioni per la versione Windows. Sulla piattaforma di distribuzione digitale Steam il gioco ha il 51% di recensioni positive da parte degli utenti.
La scelta di lanciare il gioco con una quantità ridotta di contenuti è stata recepita negativamente dalla critica. Pur apprezzandone i cambiamenti al gameplay che hanno reso il gioco più accessibile ai nuovi giocatori, Polygon ha criticato la mancanza della classica modalità arcade in favore di una modalità storia dai contenuti scarni, l'inadeguatezza delle modalità di allenamento e sopravvivenza e, in generale, la scarsità di modalità per giocatore singolo. I recensori hanno inoltre criticato il comparto multiplayer per i suoi iniziali problemi di stabilità, nonostante la quasi totale assenza di lag negli incontri online sia stata apprezzata.

### Vendite
In data 10 agosto 2021 Capcom ha annunciato che Street Fighter V ha venduto 5,8 milioni di copie, rientrando nella top 10 delle vendite di giochi Capcom, mentre al 31 marzo 2023 il gioco ha raggiunto 7.20 milioni di copie vendute, diventando il gioco più venduta della serie.

#### Beneficenza
I DLC dei costumi esclusivi di Ryu e Chun-Li venduti per la raccolta fondi a favore della ricerca scientifica contro il cancro al seno hanno raggiunto la somma di 75.000 USD e verranno interamente donati.
Humble Bundle/Capcom Summer 2022; evento raccolta fondi a favore dei diritti LGBT e prevenzione suicidi degli stessi, è stato disponibile dal 8 giugno 2022 per 2 settimane, tra i 9 giochi offerti da Capcom c'è Ultra Street Fighter IV, Street Fighter V + (sconto -50% per la Champion Edition) e Strider (vedi Zeku). Sono state fatte 213.926 donazioni/acquisti per un ammontare di 362.667 € raccolti in beneficenza.